# Robert Daley
Pour les articles homonymes, voir Daley.
Robert Daley, né en 1930 à New York, est un écrivain et journaliste américain, auteur de romans policiers.

## Biographie
Il fait des études à l'Université Fordham avant de servir dans l'United States Air Force pendant la Guerre de Corée. Journaliste au New York Times, il en est le correspondant en France de 1959 à 1964. En 1971, il est nommé commissaire délégué du New York City Police Department. Il cesse cette activité en 1972. Il utilise cette expérience pour écrire en 1973 un ouvrage documentaire Target Blue: An Insider's View of the N.Y.P.D. et un roman en 1976 To Kill a Cop.
En 1978, il publie Le Prince de New York (Prince of the City: The True Story of a Cop Who Knew Too Much), livre document sur la corruption dans la police de New York. C'« est un récit remarquable et souvent pathétique » selon Claude Mesplède. Le livre est adapté en 1981 dans un film américain Le Prince de New York (Prince of the City) réalisé par Sidney Lumet.
En 1981, il fait paraître L'Année du Dragon (Year of the Dragon), sa « seconde grande réussite », qui décrit la criminalité que fait régner la mafia chinoise au sein de la communauté chinoise de New York. Le roman est adapté en 1985 dans L'Année du Dragon (Year of the Dragon), film américain réalisé par Michael Cimino. 
Avec La nuit tombe sur Manhattan (Hands of a Stranger) en 1985, L'Homme au revolver (Man with a Gun) en 1988 et En plein cœur (Wall of Brass) en 1994, Robert Daley poursuit l'écriture de romans décrivant les méthodes utilisées par la police, les rivalités en son sein et dénonçant la corruption qui y règne.
Trafic d'influence (Tainted Evidence), paru en 1993, est un roman de procédure judiciaire, adapté en 1996 par Sidney Lumet dans son film intitulé Dans l'ombre de Manhattan (Night Falls on Manhattan).

## Œuvre

### Romans
- The Whole Truth (1967)
- Only a Game (1967)
- A Priest and a Girl (1969)
- Strong Wine, Red as Blood (1975)
- To Kill a Cop (1976)
- The Fast One (1978)
- Year of the Dragon (1981) Publié en français sous le titre L'Année du Dragon, Paris, Éditions Albin Michel (1982)  (ISBN 2-226-01521-3), réédition Paris, LGF, coll. « Le Livre de poche » no 7480 (1984)  (ISBN 2-253-03420-7), réédition Profrance, coll. « Cercle maxi-livres » (1993)  (ISBN 2-87628-767-6)
- The Dangerous Edge (1983) Publié en français sous le titre Le Parfum du danger, Paris, Éditions Liana Levi (1984)  (ISBN 2-86746-006-9), réédition, Paris, Éditions Liana Levi, coll. « Piccolo » no 47 (2997)  (ISBN 978-2-86746-442-3)
- Hands of a Stranger (1985)  Publié en français sous le titre La nuit tombe sur Manhattan, Éditions Albin Michel, coll. « Spécial Suspense » (1986)  (ISBN 2-226-02794-7), réédition, Paris, LGF, coll. « Le Livre de poche » no 7563  (ISBN 2-253-05549-2)
- Man with a Gun (1988) Publié en français sous le titre L'Homme au revolver, Paris, Éditions Albin Michel (1989)  (ISBN 2-226-03651-2), réédition, Paris, LGF, coll. « Le Livre de poche » no 7580 (1992)  (ISBN 2-253-05911-0), réédition Profrance, coll. « Cercle maxi-livres » (1996)  (ISBN 2-74340-657-7)
- A Faint Cold Fear (1990) Publié en français sous le titre Le Piège de Bogota, Paris, Éditions Stock (1991)  (ISBN 2-234-02352-1), réédition, Paris, Éditions de la Seine, coll. « Succès du livre » (1992)  (ISBN 2-7382-0514-3), réédition, Paris, LGF, coll. « Le Livre de poche » no 7610 (1993)  (ISBN 2-253-06481-5)
- Tainted Evidence (1993)  Publié en français sous le titre Trafic d'influence, Paris, Éditions Belfond (1994)  (ISBN 2-7144-3161-5), réédition Paris, LGF, coll. « Le Livre de poche » no 7670 (1996)  (ISBN 2-253-07670-8)
- Wall of Brass (1994) Publié en français sous le titre En plein cœur, Paris, Éditions Belfond (1995)  (ISBN 2-7144-3305-7), réédition, Paris, LGF, coll. « Le Livre de poche » no 7697 (1997)  (ISBN 2-253-07697-X)
- Nowhere to Run (1996) Publié en français sous le titre La Fuite en avant, Paris, Éditions Belfond, coll. « Thrillers » (1997)  (ISBN 2-7144-3480-0), réédition, LGF, coll. « Le Livre de poche » no 17051 (1998)  (ISBN 2-253-17051-8)
- The Innocents Within (1999)
- The Enemy of God (2005) Publié en français sous le titre L'Ennemi de Dieu, Paris, Éditions Plon (2004)  (ISBN 2-259-19889-9)
- Pictures (2006)
- The Red Squad (2012)

### Autres publications
- The World Beneath the City (1959)
- Cars at Speed (1961)
- The Bizarre World of European Sports (1962)
- The Cruel Sport (1963)
- The Swords of Spain (1965)
- A Star in the Family (1971)
- Target Blue: An Insider's View of the N.Y.P.D. (1973)
- Treasure (1977) Publié en français sous le titre Chasseurs de Trésors, Paris, Éditions Albin Michel (1988)  (ISBN 2-226-03017-4)
- Prince of the City: The True Story of a Cop Who Knew Too Much (1978) Publié en français sous le titre Le Prince de New York, Paris, Éditions Albin Michel (1990)  (ISBN 2-226-04115-X), réédition, Paris, LGF, coll. « Le Livre de poche » no 7600 (1993)  (ISBN 2-253-06274-X)
- An American Saga - Juan Trippe and his Pan Am Empire (1980)
- Portraits of France (1991)
- Writing on the Edge (2014)

## Filmographie

### Adaptations à la télévision
- 1978 : To Kill a Cop, téléfilm américain réalisé par Gary Nelson, adaptation du roman To Kill a Cop
- 1979-1980 : 13 épisodes de la série télévisée américaine Eischied (en), adaptation des personnages
- 1987 : La nuit tombe sur Manhattan (Hands of a Stranger), téléfilm américain réalisé par Larry Elikann, adaptation du roman Hands of a Stranger

### Adaptations au cinéma
- 1981 : Le Prince de New York (Prince of the City), film américain réalisé par Sidney Lumet, adaptation de Prince of the City
- 1985 : L'Année du dragon (Year of the Dragon), film américain réalisé par Michael Cimino, adaptation du roman Year of the Dragon
- 1996 : Dans l'ombre de Manhattan (Night Falls on Manhattan), film américain réalisé par Sidney Lumet, adaptation de Tainted Evidence

## Sources
: document utilisé comme source pour la rédaction de cet article.
- Claude Mesplède (dir.), Dictionnaire des littératures policières, vol. 1 : A - I, Nantes, Joseph K, coll. « Temps noir », 2007, 1054 p. (ISBN 978-2-910-68644-4, OCLC 315873251), p. 524-525